# 板倉勝明
板倉 勝明（いたくら かつあきら）は、江戸時代後期の大名。上野国安中藩主。官位は従五位下・伊予守。重形系板倉家7代。

## 略歴
文化6年11月10日（1809年12月16日）、安中藩主・板倉勝尚の長男（庶子）として安中藩江戸中屋敷で誕生。文政3年（1820年）10月27日、父の死去により家督を継いだ。文政7年（1824年）11月15日、11代将軍・徳川家斉に拝謁する。同年12月26日、従五位下・伊予守に叙任。
勝明は天保5年から6年（1834年 - 1835年）、天保10年から11年（1839年 - 1840年）の2度、大坂加番を勤めた。天保5・6年の大坂加番のための旅程を紀行に著し、大坂への往路は『西征紀行』、復路は『東還紀行』として出版されている。
天保14年（1843年）12月15日から天保15年（1844年）5月18日まで奏者番を勤めているが、病気のためその間一度も登城することができなかった。
安政4年4月10日（1857年5月3日）に死去。享年49。弟で養子の勝殷が跡を継いだ。

## 人物
窮乏していた安中藩の財政の改善のため産業の育成に取り組んだほか、文武の振興にも熱心だった。
安政3年（1856年）、領内にウルシの苗100万本を植え付け、その利益を四等分して地主、植え付け費用、藩の収入、領内窮民扶助に宛てようとした。その事業を記した「漆園の記碑」が安中市安中に現存し、安中市指定史跡となっている。しかし事業そのものはほどなく勝明の死去もあって挫折することとなる。
学者大名として知られ、『西征起行』や『東還紀行』、『遊中禅寺記』など多くの著作を残している。また弘化2年（1845年）から新井白石・荻生徂徠といった学者の著作を「甘雨亭叢書」として出版している。父の創設した藩校・造士館の充実に努め、教授として太山誠（融斎）、山田三郎（三川）などの学者を招聘した。大坂滞在中は篠崎小竹、後藤松陰、上田公長、村田嘉言などの文人が勝明の宿所を訪ねて交流している。また安政3年（1856年）五料村（安中市五料）に「桃渓書院」という郷学を設置し領民への教育を試みた。
嘉永3年（1850年）に安中伝馬町の医師・佐仲に種痘の接種を命じている。また安政3年（1856年）に当時13歳の新島七三太（襄）らに蘭学を学ばせている。また藩士に高島流砲術を学ばせたほか、大砲の鋳造や試射も行っている。
安政2年（1855年）には50歳以下の藩士を対象に、安中城から碓氷峠の熊野神社までの徒歩での往復を命じた。

## 系譜
父母
- 板倉勝尚（父）

正室
- 要 - 松平頼儀の娘

子女
- 楽子 - 黒田直和継室

養子
- 板倉勝殷 - 勝尚の三男